# Sideroxylon reclinatum
Sideroxylon reclinatum är en tvåhjärtbladig växtart som beskrevs av André Michaux. Sideroxylon reclinatum ingår i släktet Sideroxylon och familjen Sapotaceae.

## Underarter
Arten delas in i följande underarter:
- S. r. austrofloridense
- S. r. reclinatum
- S. r. rufotomentosum